# Condado de Upson
El condado de Upson (en inglés: Upson County), fundado en 1824, es uno de 159 condados del estado estadounidense de Georgia. En el año 2000, el condado tenía una población de 27 597 habitantes y una densidad poblacional de 63 personas por km². La sede del condado es Thomaston.

## Geografía
Según la Oficina del Censo, el condado tiene un área total de 849 km² (327,8 mi²), de la cual 843 km² (325,5 mi²) es tierra y 6 km² (2,3 mi²) (0.66%) es agua.

### Condados adyacentes
- Condado de Lamar (norte)
- Condado de Pike (norte)
- Condado de Monroe (noreste)
- Condado de Crawford (sureste)
- Condado de Taylor (sur)
- Condado de Talbot (suroeste)
- Condado de Meriwether (noroeste)

## Demografía
Según el censo de 2000, había 27 597 personas, 10 722 hogares y 7687 familias residiendo en la localidad. La densidad de población era de 33 hab./km². Había 11 616 viviendas con una densidad media de 14 viviendas/km². El 70.58% de los habitantes eran blancos, el 27.95% afroamericanos, el 0.25% amerindios, el 0.38% asiáticos, el 0.02% isleños del Pacífico, el 0.30% de otras razas y el 0.53% pertenecía a dos o más razas. El 1.18% de la población eran hispanos o latinos de cualquier raza.
Los ingresos medios por hogar en la localidad eran de $31 201, y los ingresos medios por familia eran $37 418. Los hombres tenían unos ingresos medios de $30 484 frente a los $20 520 para las mujeres. La renta per cápita para el condado era de $17 053. Alrededor del 14.70% de la población estaban por debajo del umbral de pobreza.

## Transporte

### Principales carreteras
- U.S. Route 19
- U.S. Route 80
- Ruta Estatal de Georgia 36

## Localidades
- Hannahs Mill
- Lincoln Park
- Salem
- Sunset Village
- Thomaston
- Yatesville